# Battifollo
Battifollo är en ort och kommun i provinsen Cuneo i regionen Piemonte i Italien. Kommunen hade 212 invånare (2018).